# モック (企業)
株式会社モックは、かつて存在した日本のイベント会社。内容としてはレストランウエディングのプロデュースや引出物の販売を行っていた。本社は東京都台東区。名古屋本社は愛知県名古屋市中区錦。
2006年から2007年までの2年間、女子サッカー・なでしこリーグのオフィシャルスポンサーだった。

## 特徴
モックが展開しているビジネスモデルは、下記の3つを特徴としていた。
1. 消費者とのOne to Oneの関係を基に（One to Oneマーケティング）
2. 消費者のニーズを把握し（データベースマーケティング）
3. 付加価値の高い商品やサービスを提供する（ブランドマーケティング）

事業内訳は結婚から新生活までのサポートをテーマにした3つの柱でなりたっている。
1. ウエディングプロデュース（“i-MOC”レストランウエディングの企画および当日の運営を行う事業）
2. インテリアの販売（“ラユンヌ”ライフスタイル・コンシェルジュをテーマに家具を販売する事業）
3. 引出物の販売（“ヴァンサンカンスティルアン”ギフトコーディネーターによる結婚式の引出物の販売事業）

1994年、愛知県名古屋市で結婚式二次会のサポートビジネスから始まる。
事業は順調に展開しつづけ、2000年には、名古屋から東京へ本格的に進出。主軸の結婚二次会のサポートビジネスは、より高付加価値の高いレストランウエディングのプロデュース事業へと業態を変化させ、さらに飲食店の集客サポートビジネスも拡大させていく事となる。
2003年、東証マザーズへ上場以降は、既存事業から派生する周辺ビジネスにも着手すべくM&A等によりグループを拡大させていく。
ただ急成長の歪は2006年のグループ連結決算で赤字を出す事となり、事業の再編を余儀なくされる。そのため、短期経営目標としてグループ業績の経常黒字化、有利子負債比率30%以下という目標を掲げ、2006年後半から原点に返るべく、ウエディングプロデュース、直営飲食店に事業を集中特化させつつあった。中期経営目標では、売上高経常利益率5%、自己資本比率30%の目標を掲げ4年以内に達成させるとの目標を示していた。
しかしその後も経営状況は好転せず、2009年4月30日に東証マザーズの上場が廃止。その後債権者より破産の申立がなされた結果、最終的に同年7月27日に東京地方裁判所により破産手続開始決定が下り倒産した。

## 株絡みの疑惑
モックには株絡みの疑惑が取り沙汰されている。
2006年12月27日の取締役会において、第三者割当増資を決議したと発表。割当先はIS投資事業有限責任組合（東京都中央区 代表・生田澄子）。同組合は2007年1月31日付で33,000株（発行価格1株＝31,015円）、金額にして約10億円分の増資を引き受け、第二位の大株主(24.1%)に躍り出る事になった。この発表の時点で、同社は同組合が安定株主として株式を長期保有する予定との見通しを発表していた。だが、2007年3月16日に公表された大量保有報告書により、同組合が保有する株式の割合が24.1%から3.1%まで下がったことが明らかになった。その間モックには大量の売りがでて、株価は3か月前の半値近くまで落ちてしまった。
また2007年9月7日には、発行済株式の約30倍にも上る大量の新株予約権の発行を目的として、同年10月30日に既発行株式の10株を1株に併合し、さらに同発表時点で試算した併合後の理論株価（87,000円）を大幅に下回る、一株15,000円での第三者割当による新株予約権の発行を行うことを発表。これが予定通り実行されると既存株主の約8割が株主としての地位を失うことになるため、東京証券取引所では「流通市場に混乱をもたらす恐れがある」として異例の公表措置を行っている。このような既存株主の存在を無視するような同社の資本政策に対しては、専門家からも厳しい批判が相次いでいる。

## 沿革
- 1994年4月 - 名古屋市中区東桜に資本金1,000万円をもって、「株式会社モック」として設立。
- 1995年9月 - ウエディング（二次会）プロデュース事業を開始（名古屋地区）。
- 1997年1月 - 宴会エージェント事業を開始（名古屋地区）。
- 1997年4月 -  東京支社開設（東京都千代田区）。
- 1997年11月 - ウエディングプロデュース事業を開始（東京地区）。
- 2000年7月 - ウエディングギフトサロン 「ヴァンサンカンスティルアン 銀座」開設（東京都中央区）。
- 2000年7月 -  宴会エージェント事業「幹事さんいらっしゃい!!」開始（東京地区）。
- 2001年7月 - 東京コールセンター開設（東京都中央区）。
- 2002年8月 - 「幹事さんいらっしゃい!!」と「Yahoo!グルメ」の事業提携開始。
- 2002年10月 - インテリアショップ 「ラユンヌ 銀座」開設（東京都中央区）。
- 2003年3月 - 東京・名古屋両本社制導入。
- 2003年4月 - 東京証券取引所マザーズに上場。
- 2003年7月 - 100%出資子会社「株式会社ライフォン・ジャパン」設立。
- 2003年8月 - インテリアショップ「ラユンヌ 表参道」開設（東京都港区）。
- 2003年11月 - 飲食店ビルプロデュースの第1号店として「Food Apartment HIBIYA」開設（東京都千代田区）。
- 2003年12月 - アニバーサリーダイニング「カノビアーノヴィレッタ」開設（東京都渋谷区）。
- 2004年6月 - ブライダルリング専門店を運営するプリモ・ジャパン株式会社を子会社化。
- 2004年7月 - インテリアコーディネートサロン「ラユンヌ ギャラリエ」開設（東京都港区）。
- 2004年 7月 - 営業譲受によりウエディング事業を横浜地区へ拡大。ウエディングプロデュースブランドを「HONEY'S WEDDING」に変更。
- 2004年7月 - 100%出資子会社「モック・ファイナンシャル・パートナーズ株式会社」設立）。
- 2004年8月 - 100%出資子会社「モック・リーブル・サービシーズ株式会社」設立。
- 2004年11月 - 登記上の本店を愛知県名古屋市から東京都中央区に移転。
- 2004年12月 - 事業拡大に伴い、東京本社を移転（東京都中央区）。
- 2004年12月 - 100%出資子会社「株式会社ワイ・パートナーズ」設立。
- 2005年2月 - 三井物産株式会社および上海錦江国際餐飲投資管理有限公司と3社合併でウエディングプロデュース事業を行う「上海錦江摩可婚慶礼儀服務有限公司」を設立（中国上海）。
- 2005年2月 - 100%出資子会社「株式会社マーケティング・ブレインズ」設立。
- 2005年4月 - デザイナーズダイニング「アーペレーヌ東京」開設（東京都渋谷区）。
- 2005年6月 - 居酒屋チェーンを展開する株式会社特急（現 株式会社フーディアム・インターナショナル）を子会社化。
- 2005年7月 - リストランテ「カノビアーノ東京」、ライブバー「M・トウキョウ」開設（東京都中央区）。
- 2006年1月 - 横浜・大さん橋でエンターテイメント・レストラン船を運営する、「株式会社ロイヤルウイング」を子会社化。
- 2006年3月 - フードコート内で飲食店を展開する、「フード・フェスタ株式会社」を子会社化。
- 2006年8月 - 株式会社フーディアム・インターナショナルの株式（66.4%）を譲渡。
- 2007年2月 - プリモ・ジャパン株式会社の株式（66.1%）を譲渡。
- 2009年5月 - 上場廃止。
- 2009年7月27日 - 東京地裁から破産手続開始決定を受けた。

## 関連会社
- モック・リーブル・サービシーズ株式会社
- モック・ファイナンシャル・パートナーズ株式会社
- 株式会社ワイ・パートナーズ

### 関連会社だった企業
- 株式会社ロイヤルウイング - 横浜港大さん橋より出航するエンターテイメント・レストラン船の運営。
- フード・フェスタ株式会社 - 飲食店の運営、フランチャイズ事業など。
- 株式会社ロックストーン - 家具の販売など。
- モック・ファイナンシャル・パートナーズ株式会社 - M&A、投資などの金融事業。
- モック・リーブル・サービシーズ株式会社 - 不動産の仲介、コンサルティングなど。
- 株式会社ワイ・パートナーズ - 飲食店の運営など。

## 参考資料
- 公約は反故?「モック」株を大量“処分”した生田澄子氏
- 大型倒産速報｜帝国データバンク2009年8月3日記事